# Helaine Newstead
Helaine Newstead (* 22. April 1906 in New York City; † 2. Oktober 1981 ebenda) war eine US-amerikanische Philologin, die auf mittelalterliche Literatur spezialisiert war.

## Biographie
Helaine Newstead war das einzige Kind einer jüdischen Familie der Mittelschichte und wuchs in Harlem auf. Sie war eine talentierte Pianistin und besuchte die Juilliard School parallel zu ihrem Studium am Hunter Frauencollege. Diese Doppelbelastung erwies sich jedoch als zu anstrengend für sie, so dass sie ihre musikalischen Ambitionen aufgab. Am Hunter besuchte sie Kurse in Sprachen und Literatur. Eine Kommilitonin erinnerte sich später daran, dass Hewstead eher ernsthaft auftrat und sich nie an dem typischen „Mädchengeschwätz“ der anderen Studentinnen beteiligt habe. 1927 schloss Newstead ihr Studium mit der Note magna cum laude ab.
Anschließend nahm Helaine Newstead ihre Dissertation über angelsächsische Dichtung in Angriff und arbeitete gleichzeitig am Hunter College als Tutorin. Sie habe anfangs „wie ein ängstliches Kaninchen“ Angst vor ihren Studentinnen gehabt, berichtete Newstead 1957 in einem Artikel des Literaturmagazins The New Yorker; im Laufe ihrer akademischen Laufbahn entwickelte sie sich zu einer „kraftvollen Persönlichkeit“. An der Columbia University machte sie 1928 ihren Magister-Abschluss. Der Historiker Roger Sherman Loomis, ein Spezialist für König Artus, wurde ihr Mentor und sollte dies 40 Jahre lang bleiben. Für ihn fasste sie in einem Artikel eine Sammlung von deutschsprachigen Artikeln in der Zeitschrift Mabinogion zusammen. Loomis, der dafür bekannt war, eher widerwillig zu loben, war von ihrer Arbeit beeindruckt, und er war es, der Helaine Newstead zur Beschäftigung mit der Artussage inspirierte.
1939 promovierte sie mit ihrer Dissertation Bran the Blessed in Arthurian Romance, die auch als ihr Hauptwerk und bis heute als Klassiker dieses Forschungszweigs gilt. Hierin zeichnete sie viele Elemente der französischen Grals-Romane bis zu ihren keltischen Vorläufern minutiös nach, hob die Bedeutung von Wales für die keltischen Überlieferungen hervor und beleuchtete den Prozess der Mythenbildung und die Anhäufung legendärer Details. Darüber hinaus veröffentlichte sie im Laufe der Jahre zahlreiche Zeitschriftenaufsätze und Buchbesprechungen, vor allem im Journal of Romance Philology und im PMLA (Proceedings of the Modern Language Association of America).
In den folgenden Jahren machte Newstead Karriere im akademischen Betrieb: 1948 hatte sie ein Guggenheim-Stipendium. 1952 wurde sie Gastprofessorin an der Columbia University, dort 1962 außerordentliche Professorin und 1954 Professorin am Hunter College. Nachdem sie am Graduiertenzentrum der City University of New York tätig geworden war, bekam sie die Möglichkeit, Vorlesungen speziell zur Artus-Literatur zu halten. Gemeinsam mit Loomis strebte sie an, auch gegen Widerstand, die grundlegende Bedeutung dieser Literatur zu erforschen und darzustellen.
Helaine Newstead wurde vielfach geehrt, unter anderem als 1969 mit einem Ehrendoktor-Titel der University of Wales, wo sie Walisisch gelernt hatte. Sie war seit 1976 Fellow der Medieval Academy of America und war von 1972 bis 1974 Präsidentin der International Arthurian Society. Insgesamt konnte Helaine Newstead mindestens 13 Sprachen lesen: unter anderen neben den modernen Sprachen Italienisch, Deutsch und Französisch historische wie Altnordisch, Anglonormannisch, Mittelhochdeutsch und Altirisch.
Als Helaine Newstead 1981 starb, galt sie an der University of New York als Institution; dem Graduiertenzentrum hinterließ sie ihre umfangreiche Bibliothek.

## Publikationen (Auswahl)
Schriftenverzeichnis: Harriet Brodey, Benjamin M. Woodbridge, Jr.: An Analytical Bibliography of the Writings of Helaine Newstead. In: Romance Philology. Band 17, Nr. 3, 1964, S. 527–534, JSTOR:44939513.
- Bran the Blessed in Arthurian Romance (= Columbia University Studies in English and Comparative Literature. Nr. 141). Columbia University Press, 1939, ZDB-ID 1023149-3.
- The Grail Legend and Celtic Tradition. In: Magazine of the American Society of the French Legion of Honor. Band 16, 1945, S. 219–234.
- The Besieged Ladies in Arthurian Romance. In: PMLA. Publications of the Modern Language Association of America. Band 63, Nr. 3, 1948, S. 803–830, doi:10.2307/459685.
- King Mark of Cornwall. In: Romance Philology. Band 11, Nr. 3, 1958, S. 240–253, JSTOR:44938946.
- Arthurian Legends. In: Jonathan Burke Severs (Hrsg.): Manual of the Writings in Middle English. 1050–1500. Band 1. Connecticut Academy of Arts and Sciences, New Haven CT 1967, S. 38–79, 224–256.
- als Herausgeberin: Chaucer and his contemporaries. Essays on medieval literature and thought. Fawcett Publications, Greenwich CT 1968.